# La Codina (Castellterçol)
La Codina és una masia del terme municipal de Castellterçol, al Moianès.
Està situada en el sector central-occidental del terme, a ponent de la vila de Castellterçol, a prop i al nord de l'Argemira i al nord-est del Vilet.